# Saint-Georges-sur-l'Aa
Saint-Georges-sur-l'Aa est une commune française située dans le département du Nord, en région Hauts-de-France.

## Géographie

### Localisation
Saint-Georges-sur-l'Aa est un village du département du Nord, limitrophe de celui du Pas-de-Calais, située dans le « plat pays » de la Flandre maritime, exposée à la montée des océans.

### Communes limitrophes
|                               | Gravelines             | Loon-Plage |
|                               | Saint-Georges-sur-l'Aa | Craywick   |
| Saint-Folquin (Pas-de-Calais) |                        | Bourbourg  |

### Hydrographie

#### Réseau hydrographique
La commune est située dans le bassin Artois-Picardie. Elle est drainée par l'Aa canalisée, la Schelvliet, la Palincdyck, le Grand Meulen Gracht, le Grand denna, le canal Reep Dyck, le watergang Craye Dyck, le watergang de Basse Warande, le watergang la Wassche, le watergang le Cousliet, le watergang Loopersfort et un autre petit cours d'eau,.
L'Aa est un fleuve côtier Aa canalisée, d'une longueur de 89 km, prend sa source dans la commune d'Arques et se jette  dans la mer du Nord· à Gravelines. La section traversant la commune est canalisée. L'Aa, autrefois abondamment remontée par les truites de mer, les saumons, les anguilles et d'une grande richesse faunistique est un des axes structurants de la trame bleue locale et régionale, et la commune bénéficie depuis 2014 d'un corridor biologique} dit Corridor écologique du barreau de Saint-Georges
La Schelvliet est un cours d'eau d'une longueur de 12 km, prend sa source dans la commune de Craywick et se jette  dans l'Aa canalisée à Gravelines, après avoir traversé quatre communes.
Le territoire communal, terre de polders, est drainé par de nombreux canaux de drainages ou watergang.

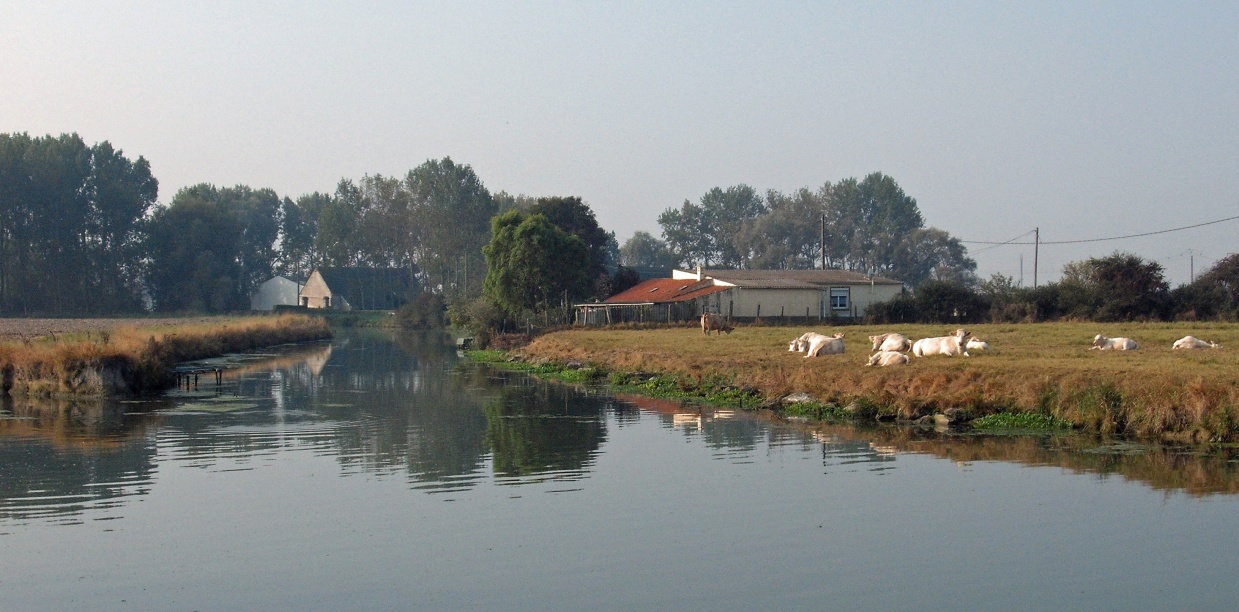
Le canal de l'Aa.
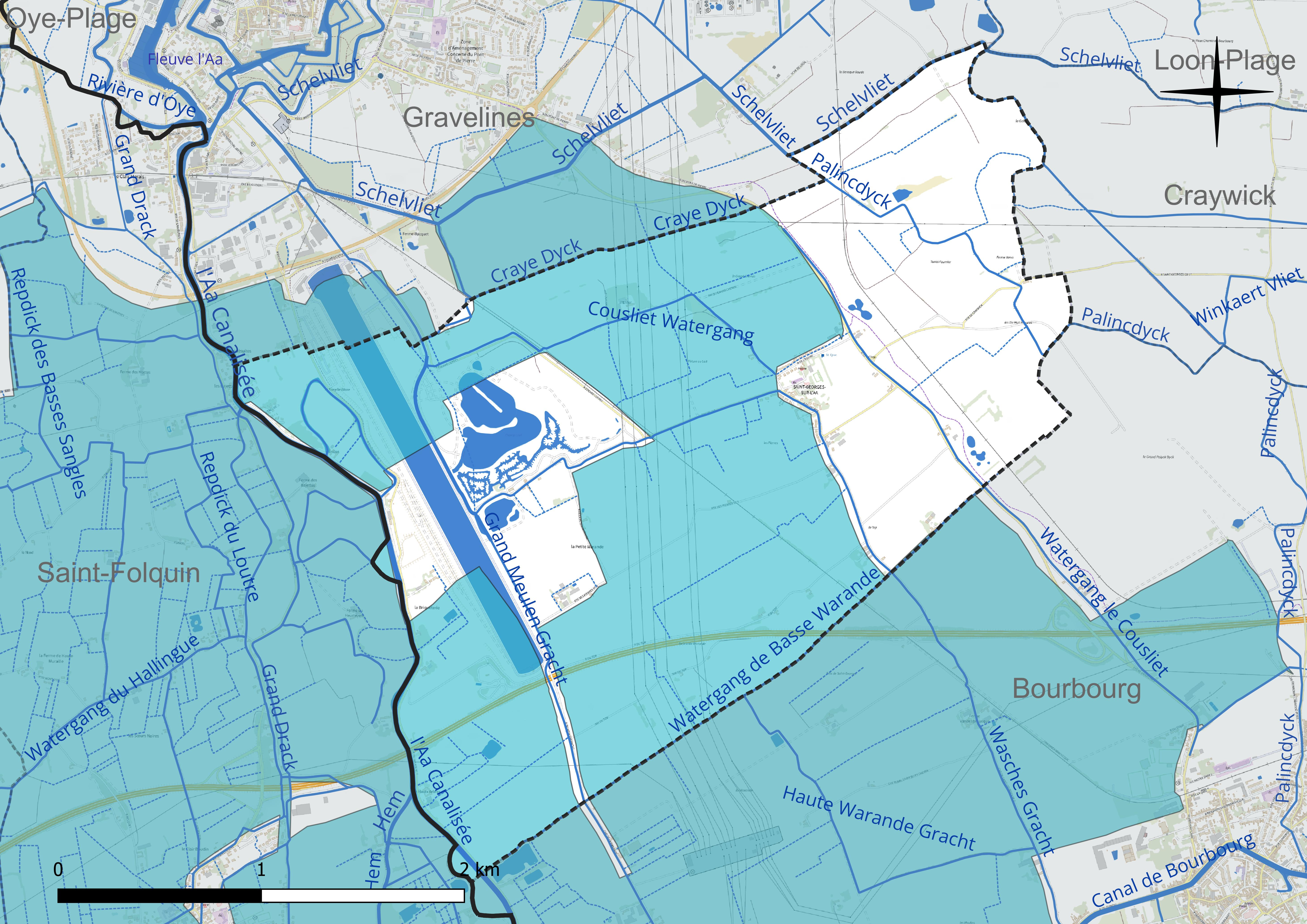
Réseau hydrographique de Saint-Georges-sur-l'Aa.

#### Gestion et qualité des eaux
Le territoire communal est couvert par le schéma d'aménagement et de gestion des eaux (SAGE) « Delta de l'Aa ». Ce document de planification concerne un territoire de 1 208 km2 de superficie, délimité par le bassin versant de l'Aa. Le périmètre a été arrêté le 18 août 2000 et le SAGE proprement dit a été approuvé le 15 mars 2010. La structure porteuse de l'élaboration et de la mise en œuvre est l'Institution intercommunale des Wateringues.
La qualité des cours d'eau peut être consultée sur un site dédié géré par les agences de l'eau et l'Agence française pour la biodiversité.

### Climat
Pour des articles plus généraux, voir Climat des Hauts-de-France et Climat du Nord.
En 2010, le climat de la commune est de type climat océanique altéré, selon une étude du CNRS s'appuyant sur une série de données couvrant la période 1971-2000. En 2020, Météo-France publie une typologie des climats de la France métropolitaine dans laquelle la commune est exposée à un climat océanique et est dans la région climatique Côtes de la Manche orientale, caractérisée par un faible ensoleillement (1 550 h/an) ; forte humidité de l'air (plus de 20 h/jour avec humidité relative > 80 % en hiver), vents forts fréquents.
Pour la période 1971-2000, la température annuelle moyenne est de 10,7 °C, avec une amplitude thermique annuelle de 13,4 °C. Le cumul annuel moyen de précipitations est de 719 mm, avec 12,5 jours de précipitations en janvier et 7,8 jours en juillet. Pour la période 1991-2020, la température moyenne annuelle observée sur la station météorologique la plus proche, située sur la commune de Watten à 15 km à vol d'oiseau, est de 11,3 °C et le cumul annuel moyen de précipitations est de 822,8 mm,. Pour l'avenir, les paramètres climatiques de la commune estimés pour 2050 selon différents scénarios d'émission de gaz à effet de serre sont consultables sur un site dédié publié par Météo-France en novembre 2022.

## Urbanisme

### Typologie
Au 1er janvier 2024, Saint-Georges-sur-l'Aa est catégorisée commune rurale à habitat dispersé, selon la nouvelle grille communale de densité à sept niveaux définie par l'Insee en 2022.
Elle est située hors unité urbaine. Par ailleurs la commune fait partie de l'aire d'attraction de Dunkerque, dont elle est une commune de la couronne,. Cette aire, qui regroupe 66 communes, est catégorisée dans les aires de 200 000 à moins de 700 000 habitants,.

### Occupation des sols
L'occupation des sols de la commune, telle qu'elle ressort de la base de données européenne d'occupation biophysique des sols Corine Land Cover (CLC), est marquée par l'importance des territoires agricoles (85,8 % en 2018), en diminution par rapport à 1990 (100 %). La répartition détaillée en 2018 est la suivante : 
terres arables (85,8 %), mines, décharges et chantiers (7 %), eaux continentales (3,6 %), espaces verts artificialisés, non agricoles (3,5 %). L'évolution de l'occupation des sols de la commune et de ses infrastructures peut être observée sur les différentes représentations cartographiques du territoire : la carte de Cassini (XVIIIe siècle), la carte d'état-major (1820-1866) et les cartes ou photos aériennes de l'IGN pour la période actuelle (1950 à aujourd'hui).

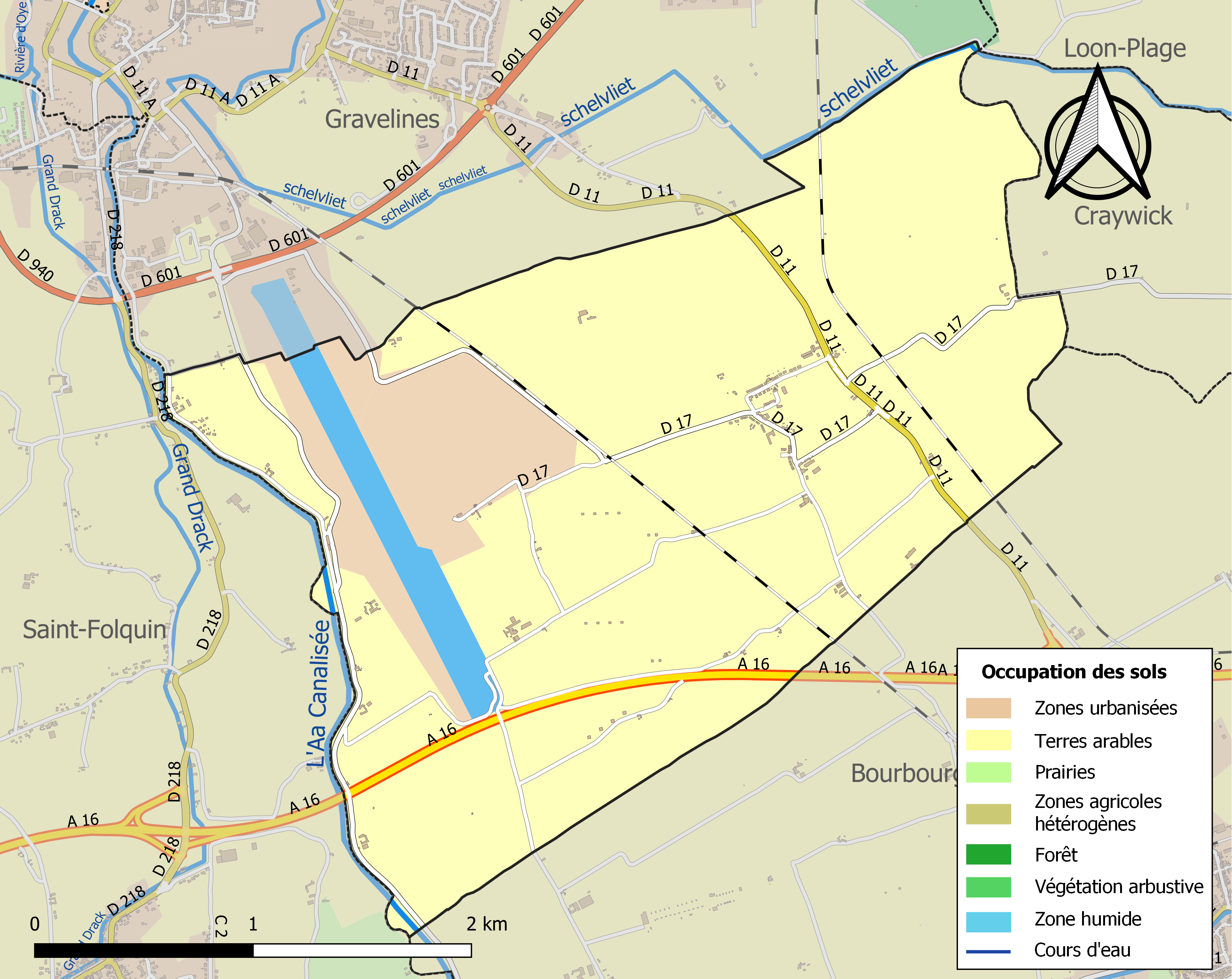
Carte des infrastructures et de l'occupation des sols de la commune en 2018 (CLC).

### Habitat et logement
En 2018, le nombre total de logements dans la commune était de 134, alors qu'il était de 133 en 2013 et de 109 en 2008.
Parmi ces logements, 82 % étaient des résidences principales, 12,7 % des résidences secondaires et 5,2 % des logements vacants. Ces logements étaient pour 80,4 % d'entre eux des maisons individuelles et pour 18,9 % des appartements.
Le tableau ci-dessous présente la typologie des logements à Saint-Georges-sur-l'Aa en 2018 en comparaison avec celle du Nord et de la France entière. Une caractéristique marquante du parc de logements est ainsi une proportion de résidences secondaires et logements occasionnels (12,7 %) supérieure à celle du département (1,6 %) et à celle de la France entière (9,7 %). Concernant le statut d'occupation de ces logements, 53,8 % des habitants de la commune sont propriétaires de leur logement (53,2 % en 2013), contre 54,7 % pour le Nord et 57,5 % pour la France entière.
| Typologie                                               | Saint-Georges-sur-l'Aa | Nord | France entière |
| ------------------------------------------------------- | ---------------------- | ---- | -------------- |
| Résidences principales (en %)                           | 82                     | 90,8 | 82,1           |
| Résidences secondaires et logements occasionnels (en %) | 12,7                   | 1,6  | 9,7            |
| Logements vacants (en %)                                | 5,2                    | 7,7  | 8,2            |

### Voies de communication et transports

#### Voies de communication
La commune est traversée par l'autoroute A16 (France) et est aisément accessible depuis l'ancienne route nationale 40 (confondue avec l'ancienne route nationale 1), l'actuelle RD 601.
La ligne de Coudekerque-Branche aux Fontinettes traverse égalementg la commune, mais la station de chemin de fer la plus proches est la gare de Gravelines, desservie par des trains TER Hauts-de-France qui effectuent des missions entre les gares de Dunkerque et de Calais-Ville.
Le sentier de grande randonnée GR 120 passe dans le village.

#### Transports en commun
La commune est desservie par la ligne 23 du réseau DK'BUS.

### Risques naturels et technologiques
Du point de vue des risques industriels et de la pollution de l'air, et de santé environnementale les principaux aléas sont liés aux zones industrielles du port de Dunkerque et de son agglomération, ainsi qu'à la proximité de la centrale nucléaire de Gravelines.

## Toponymie
Durant la Révolution française, la commune, alors nommée Saint-Georges, porte le nom de Georges-Libre.
En 1933, la terminaison sur-l'Aa est ajouté au nom de Saint-Georges.
En néerlandais, le nom de la commune est Sint-Joris (aan de Aa).
Ses habitants sont appelés les Saint-Georgeois.

## Histoire

### Moyen Âge
Historiquement rattachée au diocèse de Saint-Omer, après la disparition du diocèse de Thérouanne, on trouve trace écrite de « Sanctus Georgius » en 1178. Le village serait toutefois apparu vers 1119, après que cette partie de la Flandre maritime ait été asséchée par la volonté des comtes de Flandre. Le village à ses débuts paie la dîme du hareng, due par les villages côtiers, témoignage de sa proximité probable avec l'ancien estuaire de l'Aa, lequel avec le temps a vu son embouchure dériver vers l'est.

### Temps modernes
Jusqu'à la Révolution française, Saint-Georges-sur-l'Aa relevait de la châtellenie de Bourbourg. La commune était le siège d'une seigneurie-ammanie (l'amman représente le châtelain avec pouvoirs administratifs et de justice) recouvrant les paroisses de Saint-Georges, de Saint-Willebrord en partie (paroisse située à Bourbourg), et de Saint-Nicolas (actuel hameau de Bourbourg) en partie.
Pendant les travaux d'aménagement du Parc de l'Aa, des diagnostics archéologiques permettent de découvrir des monnaies d'or du XVIe siècle, frappés par la Couronne espagnole.
En 1558, après la reprise de Calais par les Français, le Maréchal de Thermes, Paul de La Barthe de Thermes, mène une expédition française en Flandre, alors terre espagnole (Charles Quint puis Philippe II), et prend Saint-Georges.
En 1657, le village est complètement ravagé par les Espagnols en fuite devant les Français (pendant toute la seconde moitié du XVIIe siècle, la France, sous les rois Louis XIII et Louis XIV, et l'Espagne s'affrontent, les combats ont souvent lieu dans la région).
À la veille de la Révolution française, en 1750, l'église du village détient quelques terres, (d'une église à une autre, les situations sont très inégales) situées pour l'essentiel dans la paroisse. Ces biens sont administrés par un « conseil de la fabrique »; les terres sont louées et le produit de la location entre en recettes dans les comptes de l'église. L'église de Saint-Georges possède 51 mesures de terre, soit environ 23 hectares. Le curé a droit à la portion congrue, dont le montant augmente selon le nombre de vicaires. À côté, la table des pauvres de chaque paroisse détient également quelques terres destinées à aider les indigents, celle de Saint-Georges possède 17 mesures de terre, soit environ 7 hectares.

### Période révolutionnaire
Pendant la période de déchristianisation de la Révolution française, la commune fut appelée Georges-Libre pour effacer la mention religieuse présent dans le nom de Saint-Georges-sur-l'Aa.

### Première guerre mondiale
Pendant la première guerre mondiale, Saint-Georges-sur-l'Aa est à l'arrière du front qui part de Nieuport, suit le cours de l'Yser vers les monts des Flandres. En 1916 et 1917, le village placé sous l'autorité du commandement d'étapes (service de l'armée de terre organisant le stationnement et le passage de troupes) de Gravelines, de même que Bourbourg-ville et Bourbourg-Campagne, Saint-Pierre-Brouck, Loon-Plage, Grande Synthe...est le lieu de passage et de cantonnement de troupes, à 143 selon les moements), de décision de fermetures temporaires d'établissements, notamment les cabarets ayant servi à boire aux soldats en dehors des heures règlementaires....

### Période contemporaine
En 2007, la ville est touchée par la crise des migrants voulant rejoindre le Royaume-Uni. N'arrivant pas à embarquer au port de Dunkerque, plusieurs centaines de migrants se replient sur l'aire de Saint-Georges-sur-l'Aa de l'A16 pour tenter de grimper chaque nuit sur les poids-lourds à destination de l'Angleterre, et le jour se reposer dans le hangar de l'ancienne ferme Denecker,. Voué à la destruction pour la construction du « PAarc des Rives de l'Aa » la future base d'aviron, les gendarmes de Bourbourg y font des rondes régulièrement. Début 2008, pour assécher le flot des clandestins, l'État ferme l'aire de Saint-Georges-sur-l'Aa. L'expérience se révélant concluante, l'aire reste fermée. Lundi 1er juin 2009, un incendie détruit le hangar de la ferme Denecker qui est ensuite démolie.

## Politique et administration
La ville est membre de la communauté urbaine de Dunkerque (Dunkerque grand littoral).

### Rattachements administratifs et électoraux

#### Rattachements administratifs
La commune se trouve dans l'arrondissement de Dunkerque du département du Nord.
Elle faisait partie depuis 1793 du canton de Gravelines. Dans le cadre du redécoupage cantonal de 2014 en France, cette circonscription administrative territoriale a disparu, et le canton n'est plus qu'une circonscription électorale.

#### Rattachements électoraux
Pour les élections départementales, la commune fait partie depuis 2014 du canton de Grande-Synthe
Pour l'élection des députés, elle fait partie de la quatorzième circonscription du Nord.

### Intercommunalité
Saint-Georges-sur-l'Aa est membre depuis 1971 membre de la communauté urbaine de Dunkerque (anciennement Dunkerque Grand Littoral), un établissement public de coopération intercommunale (EPCI) à fiscalité propre créé en 1969 et auquel la commune a transféré un certain nombre de ses compétences, dans les conditions déterminées par le code général des collectivités territoriales.

### Liste des maires
| Période                                  | Période                        | Identité           | Étiquette | Qualité        |
| ---------------------------------------- | ------------------------------ | ------------------ | --------- | -------------- |
| Les données manquantes sont à compléter. |                                |                    |           |                |
| avant 1802                               | après 1807                     | Nic. Wasca         |           |                |
| Les données manquantes sont à compléter. |                                |                    |           |                |
| avant 1854                               |                                | M. Louf            |           |                |
| avant 1883                               |                                | A. Tettart         |           |                |
| avant 1887                               | 1888                           | P.F. Louf          |           |                |
| 1888                                     | 1902 ou 1903                   | Ovide Louf         |           |                |
| 1902 ou 1903                             | 1908 ou 1909                   | Henri Isaert       |           |                |
| 1908 ou 1909                             | après 1939                     | Charles Louf       |           |                |
| Les données manquantes sont à compléter. |                                |                    |           |                |
| avant 1951                               | après 1978                     | Raymond Verva,     |           |                |
| Les données manquantes sont à compléter. |                                |                    |           |                |
| mars 1989                                | mars 2014                      | Edgar Coppey       |           |                |
| avril 2014                               | novembre 2022                  | Claude Charlemagne |           | Démissionnaire |
| novembre 2022                            | En cours (au 16 décembre 2022) | Éric Bocquillon    |           |                |

## Équipements et services publics
En 2011, est inauguré le PAarc des Rives de l'Aa, une base de loisirs et de sports de plein air. Situé sur les communes de Gravelines et de Saint Georges sur l'Aa, il s'étend sur 175 hectares. Son stade nautique de dimension olympique (l2.337 × 138 m) permet d'accueillir des compétitions d'envergure régionale et nationale. .

### Enseignement
En 2017, la commune dispose d'une école de deux classes scolarisant une quarantaine d'élèves.

## Population et société

### Démographie

#### Évolution démographique
L'évolution du nombre d'habitants est connue à travers les recensements de la population effectués dans la commune depuis 1793. Pour les communes de moins de 10 000 habitants, une enquête de recensement portant sur toute la population est réalisée tous les cinq ans, les populations de référence des années intermédiaires étant quant à elles estimées par interpolation ou extrapolation. Pour la commune, le premier recensement exhaustif entrant dans le cadre du nouveau dispositif a été réalisé en 2006.

En 2022, la commune comptait 289 habitants, en évolution de −6,47 % par rapport à 2016 (Nord : +0,51 %, France hors Mayotte : +2,11 %).
| 1793 | 1800 | 1806 | 1821 | 1831 | 1836 | 1841 | 1846 | 1851 |
| ---- | ---- | ---- | ---- | ---- | ---- | ---- | ---- | ---- |
| 249  | 192  | 222  | 234  | 272  | 268  | 280  | 306  | 307  |

| 1856 | 1861 | 1866 | 1872 | 1876 | 1881 | 1886 | 1891 | 1896 |
| ---- | ---- | ---- | ---- | ---- | ---- | ---- | ---- | ---- |
| 297  | 320  | 321  | 327  | 356  | 357  | 331  | 366  | 395  |

| 1901 | 1906 | 1911 | 1921 | 1926 | 1931 | 1936 | 1946 | 1954 |
| ---- | ---- | ---- | ---- | ---- | ---- | ---- | ---- | ---- |
| 377  | 357  | 359  | 304  | 312  | 300  | 293  | 305  | 287  |

| 1962 | 1968 | 1975 | 1982 | 1990 | 1999 | 2006 | 2011 | 2016 |
| ---- | ---- | ---- | ---- | ---- | ---- | ---- | ---- | ---- |
| 279  | 251  | 220  | 210  | 250  | 268  | 288  | 317  | 309  |

| 2021 | 2022 | - | - | - | - | - | - | - |
| ---- | ---- | - | - | - | - | - | - | - |
| 296  | 289  | - | - | - | - | - | - | - |

#### Pyramide des âges
La population de la commune est relativement jeune.
En 2018, le taux de personnes d'un âge inférieur à 30 ans s'élève à 40,1 %, soit au-dessus de la moyenne départementale (39,5 %). À l'inverse, le taux de personnes d'âge supérieur à 60 ans est de 15,4 % la même année, alors qu'il est de 22,5 % au niveau départemental.
En 2018, la commune comptait 155 hommes pour 150 femmes, soit un taux de 50,82 % d'hommes, largement supérieur au taux départemental (48,23 %).
Les pyramides des âges de la commune et du département s'établissent comme suit.
| Hommes | Classe d’âge | Femmes |
| ------ | ------------ | ------ |
| 0,0    | 90 ou +      | 0,7    |
| 3,3    | 75-89 ans    | 6,2    |
| 11,2   | 60-74 ans    | 9,5    |
| 23,4   | 45-59 ans    | 24,1   |
| 19,5   | 30-44 ans    | 22,1   |
| 17,7   | 15-29 ans    | 11,2   |
| 24,8   | 0-14 ans     | 26,3   |

| Hommes | Classe d’âge | Femmes |
| ------ | ------------ | ------ |
| 0,5    | 90 ou +      | 1,4    |
| 5,3    | 75-89 ans    | 8,1    |
| 14,8   | 60-74 ans    | 16,2   |
| 19,1   | 45-59 ans    | 18,4   |
| 19,5   | 30-44 ans    | 18,7   |
| 20,7   | 15-29 ans    | 19,1   |
| 20,2   | 0-14 ans     | 18     |

## Culture locale et patrimoine

### Lieux et monuments

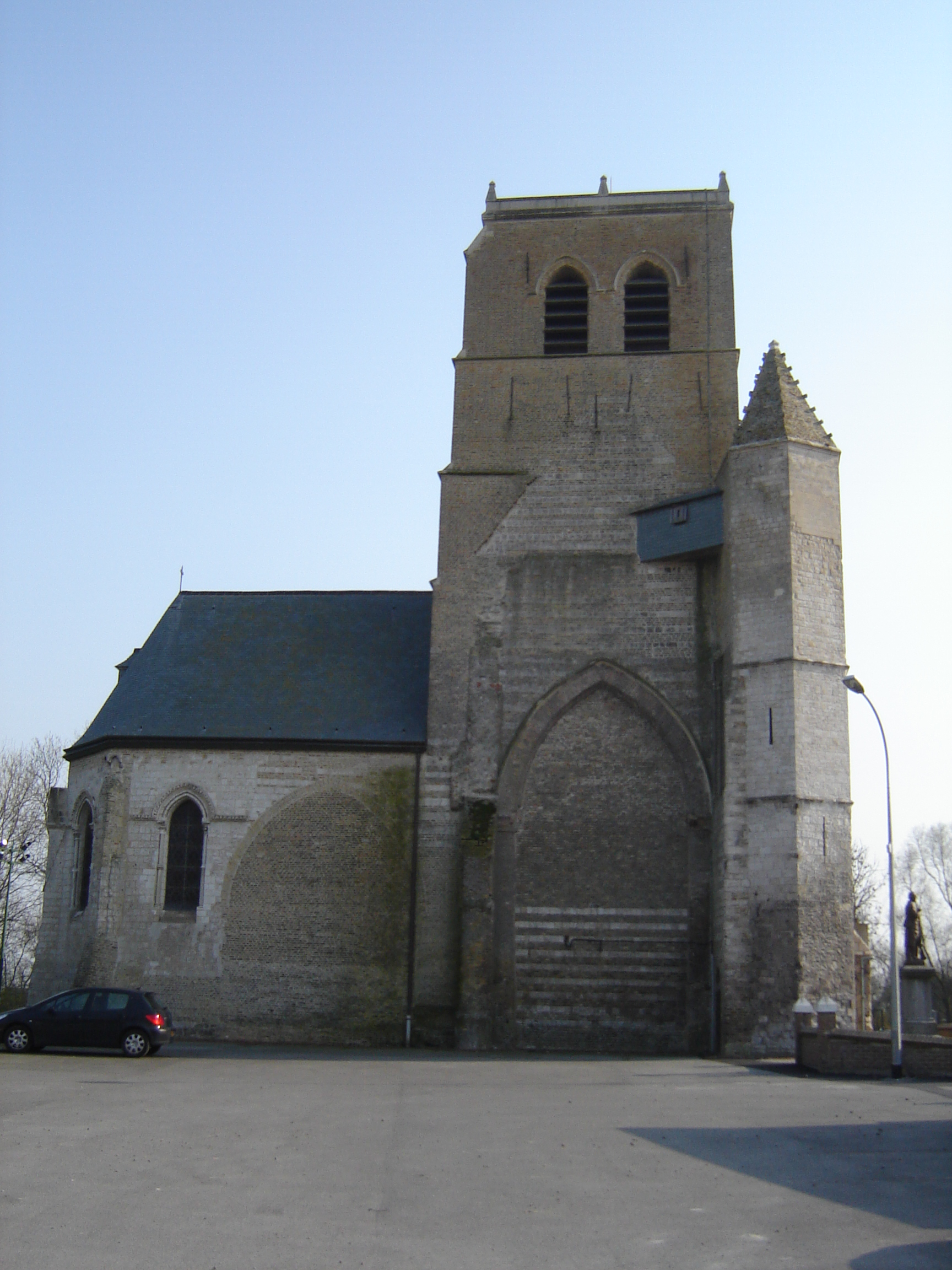
L'église

- L'église, classée monument historique en 1975, a connu plusieurs campagnes de construction : le chœur date du XIIe siècle et la tour, du XIVe siècle, a été surélevée au XIXe siècle. Elle a été en grande partie détruite pendant les guerres du XVe siècle.
La tribune d'entrée, soutenue par des colonnes de chêne en style corinthien date du XVIIIe siècle et supporte un « Saint Georges et le Dragon », ainsi qu'une épitaphe de Maître François Charles à Fochamlerghe, curé de Saint Georges sur l'Aa de 1850 à 1885
Les fonts baptismaux datent de 1673[62].

- Chapelle Sainte Philomène, édifiée en 1841 par la famille Louf. Son fronton est orné d'un panneau de dédicace à  « Sainte Philomène spécialement honorée par les marins ». Elle est rénovée en 1995[63]

### Personnalités liées à la commune

#### Ammaniede Saint-Georges
Plusieurs seigneuries étaient situées totalement ou en partie sur Saint-Georges. Sont retranscrits ci-dessous les éléments relatifs à la principale d'entre elles.
- En 1458, Denys de Fiennes, écuyer, détient ce fief.
- Lui succède Catherine de Fiennes, son héritière (probablement sa fille) épouse de Guy de Manchevillier, seigneur de Bavincourt.
- Est ensuite retrouvée Jacqueline de Fiennes, femme (veuve) de Jean de Baincthun, seigneur de Henneval et Sainghen (Sanghen?), et épouse de Christophe d'Ailly, écuyer.
- En 1559, la famille d'Ailly détient toujours cette seigneurie en la personne de Jean d'Ailly, écuyer, seigneur d'Oisy, époux d'Adriane.
- Vient ensuite Louise d'Ailly ou sa sœur Antoinette d'Ailly, filles de Jean d'Ailly, épouse d'Henry de Fay, seigneur du Château Rouge.
- À la fin du XVIe siècle, nouvelle famille : le fief est possédé par Guilleyn de Brauwer, fils de Jean de Brauwer et de Marie de Wynckère.
- À sa mort, son demi-frère, Guillaume Morael, détient l'ammanie. Guillaume est fils de Guillaume Morael et de Marie de Wynckère.
- En 1634, Pierre Morael, seigneur de Backelroy, frère du précédent, devient amman de Saint-Georges.
- En 1644, Jossyne Morael, fille de Pierre, épouse de Jacques de Barthem en hérite.
- Au XVIIIe siècle, nouvelle famille : en 1705, Guillaume Marcotte, négociant et échevin à Saint-Omer est le nouvel amman. Dans les années qui suivent par acquisition, il devient seigneur de Roquetoire, Serques, Ligne, Locre...Il a épousé Anne Isabelle Cochart.
- Lui succède en 1732, sa veuve Anne Isabelle Cochart, puis leur fille Jeanne Françoise Valentine Marcotte d'Harlebeke (Harelbeke?).
- En 1781, le fils et héritier de Jeanne, François Joseph Alexandre Bodhain, écuyer, seigneur d'Harlebeke, détient l'ammanie.

### Héraldique
| Blason de Saint-Georges-sur-l'Aa | Blason  | D'or, écartelé aux premier et quatrième à l'aigle de gueules éployée à deux têtes, aux deuxième et troisième à un ours de sable rampant contre un billot courbé de gueules la partie droite et gauche étant séparées par une trangle ondée verticale d'azur représentant l'Aa. |
| Blason de Saint-Georges-sur-l'Aa | Détails | Le statut officiel du blason reste à déterminer. |

## Pour approfondir